# Stephen Hopkins
Stephen Hopkins (ur. 1958 na Jamajce) – amerykański reżyser i producent.

## Filmografia

### Reżyser
- Niebezpieczna gra (Dangerous Game, 1987)
- Opowieści z krypty (Tales from the Crypt, 1989-1996)
- Koszmar z ulicy Wiązów V: Dziecko snów (Nightmare on the Elm Street 5: The Dream Child, 1989)
- Predator 2  (1990)
- Sądna noc (Judgment Night, 1993)
- Eksplozja (Blown Away, 1994)
- Vault of Horror I  (1994)
- Duch i Mrok (The Ghost and the Darkness, 1996)
- Zagubieni w kosmosie (Lost in Space, 1998)
- Napalony (Horny) nowela w zbiorze Opowieści z metra (Tube Tales, 1999)
- Podejrzany (Under Suspicion, 2000)
- 24 godziny (24, 2001)
- Przemyt (Traffic, 2004)
- Peter Sellers: Życie i śmierć (The Life and Death of Peter Sellers, 2004)
- Plaga (The Reaping, 2007)
- Californication (2007)
- Nautica  (2008)

### Scenarzysta
- Opowieści z metra (Tube Tales, 1999)

### Producent
- Na granicy światów (Crossworlds, 1996)
- Zagubieni w kosmosie (Lost in Space, 1998)
- Podejrzany (Under Suspicion, 2000)
- Przemyt (Traffic, 2004)